# Ludovico Baille
Ludovico Baille (Cagliari, 3 febbraio 1764 – Cagliari, 14 marzo 1839) è stato uno storico e bibliotecario italiano.

## Biografia
Figlio di Giovanni Cesare, console di Spagna in Sardegna, frequentò l'Università degli Studi di Cagliari università della sua città, dove conseguì la laurea in diritto il 30 aprile 1784. Coltivò gli studi umanistici e quelli di scienze economiche. Si trasferì a Torino nel 1786, quale addetto alla delegazione spagnola e proseguì i suoi studi classici sotto la guida di Giuseppe Vernazza. 
Il Baille studiò negli archivi e nelle biblioteche tutto ciò che riguardava la sua isola, raccolse e conservò importanti reperti attinenti alla storia della Sardegna, quali monete, lapidi, iscrizioni, sarcofaghi, armature, ecc. Si fece promotore, presso il ministro dell'Istruzione piemontese, perché  all'università di Cagliari venisse creato un museo di archeologia e di storia naturale, e invocando inoltre disposizioni governative che vietassero l'esportazione dall'isola di monete e altri oggetti d'importanza storica o archeologica. 
Fu in corrispondenza con numerosi eruditi fra i quali Francesco Gemelli, che si occupava del progetto di riforma della Sardegna, Saverio Mattei, Gaetano Marini, Carlo Fea, Angelo Maria Bandini, Ferdinando Fossi, Tommaso Valperga di Caluso, Ireneo Affò, Vittorio Filippo Melano di Portula.

## Pubblicazioni
- Il sigillo dei bassi tempi, Torino, 1797.
- Il sigillo secondo dei bassi tempi, Torino, 1800.
- Iscrizioni latine, Cagliari, 1821, 1831, 1832, 1830.
- Sonetti, Cagliari, 1784-89-93. 1803-7-12-16-22-23-24-26-27-31.